# The Pirate Fairy
The Pirate Fairy (Tinker Bell: Hadas y Piratas en Hispanoamérica y Campanilla: Hadas y Piratas en España) es una película de animación por computadora, dirigida por Peggy Holmes, y la quinta película desprendida de la serie de películas de Tinker Bell creada por DisneyToon Studios, basada en el personaje de la obra teatral para niños Peter Pan y Wendy, Tinker Bell de J. M. Barrie. La película cuenta con las voces de Mae Whitman, retomando su papel de Tinker Bell (Campanilla en España), Christina Hendricks como una nueva hada guardiana del polvo llamada Zarina y Tom Hiddleston como James, el futuro Capitán Garfio en su juventud. La película fue estrenada en formato para hogares en Estados Unidos el 27 de noviembre de 2013.

## Sinopsis
La película comienza mostrando a Zarina, una nueva hada guardiana del polvillo increíblemente talentosa y curiosa que camina a otro día en su trabajo en la distribuidora de polvo de hadas. Lo que más destaca de ella es su fascinación por la magia del polvo de hadas azul y está decidida a averiguar todo lo que es capaz de hacer el polvo mágico, a pesar de que el Hada Garry le advirtió al respecto.
En su casa, Zarina esta preocupada debido a que ha intentado diversos experimentos con el polvo pero ninguno ha funcionado; en ese momento cae de su cabello una gran pizca de polvo azul (terminó ahí debido a un accidente que ella ocasionó en la distribuidora), piensa rápido y hace uno de sus experimentos, mezclando en un recipiente polvo de hadas normal, néctar de flor de campanilla, tres semillas de girasol molidas y finalmente agrega un minúsculo trozo del polvo azul, creando un polvillo de color naranja, que le permite tocar la luz.
Zarina va rápidamente a la casa de Tinker Bell (Mae Whitman) para mostrarle sus resultados pensado que ella lo entendería. Tink queda impresionada al ver como Zarina puede mover la luz de la luna con el polvo naranja e inmediatamente hace otro experimento: mezclando más polvo de hada con trozos de pétalos de flor de cactus y otra partícula de polvo azul, da como resultado un polvo de color morado, que otorga el talento de hada veloz. Luego, cortando pequeños trozos de pétalos rosados y luego mezclándolos con agua, crea un líquido rosa al que añade dos pizcas de polvo azul, el resultado es polvo rosado.
Zarina al querer probarlo por accidente ocasiona que las raíces de una planta crecieran descomunalmente hasta llegar a la distribuidora de polvo de hadas, destrozándola mucho, el Hada Gary al ver en las raíces polvo rosa descubre que lo hizo Zarina, esta llega y le promete que reparará la distribuidora pero antes de poder terminar el hada Gary muy enojado porque no le hizo caso a su advertencia la despide como hada guardiana asegurando que era muy arriesgado. Herida y entristecida, Zarina se va corriendo mientras Tink y sus amigas se ponen tristes por ella, ya en su casa empaca en una mochila todo el polvo de hadas que tiene, su libro de experimentos, los polvos naranja, morado y rosado y la pizca del polvo azul, Zarina mirándola por última vez con lágrimas en sus ojos abandona la Tierra de las hadas volando hacia la puesta del sol.
Un año después, La Tierra de las Hadas celebra el Festival de Las Cuatro Estaciones, ese año incluye a las hadas de invierno. Mientras que las Hadas de Invierno realizan su acto, Tinker Bell, Silvermist (Lucy Liu), Iridessa (Raven-Symoné), Rosetta (Megan Hilty), Fawn (Angela Bartys), y Vidia (Pamela Adlon), ven a Zarina volar sobre La Tierra de las Hadas y se sorprenden al ver que volvió pero no saben el motivo de su regreso, Rosseta al ver que Zarina utiliza un poco de polvillo mágico para invocar varias amapolas haciendo que todos cayeran dormidos empuja a sus amigas para que se resguarden, pues ella mencionó que no trabaja con esas flores porque su polen la pone a dormir, Clank, un hada artesana, compañero de Tink, mientras regresa del baño ve a Zarina volar al almacén y se va a su lugar para ver el espectáculo pero en vez de eso, encuentra a todos profundamente dormidos, cuando de pronto escuchó que un grupo de voces lo llamaba y siguiendo el sonido, dio con la caja que Tinkerbell hizo para el acto de primavera viendo así que las chicas se habían resguardado del polen de las amapolas ahí dentro, las hadas le piden a Clank que abra la caja y todas salen solo para descubrir que todos están dormidos, Clank se asusta y le pregunta a Rosseta que si todos están, siendo interrumpido por ella que le dice que solo están dormidos y que estarán así al menos unos dos días, entonces Tink le pregunta a Clank si vio a Zarina, quien responde que la vio volar hacia el almacén del polvillo azul, Todas vuelan hacia el almacén solo para descubrir que por algún motivo desconocido Zarina robó el polvillo azul, Iridessa entra en pánico diciendo que el árbol del polvillo no produce polvillo sin el polvillo azul y sin polvillo nada volará, entonces todas las hadas se encaminan a buscar a Zarina para recuperar el polvillo azul, y Tink le pide a Clank que cuide a las hadas, y mantenga constante el flujo de nieve para las hadas del invierno. 
Todas las hadas se adentran en el bosque para encontrar a Zarina, hasta que llegaron a la costa donde Tinkerbell vio que Zarina volaba hacia un barco con piratas, entre esos estaba un joven Capitán Garfio y donde conocemos su nombre, James (Tom Hiddleston), Tinkerbell al ver esto, intuye que Zarina fue capturada por piratas y que estos la forzaron a robar el polvillo azul, entonces las hadas vuelan sigilosamente hacia la barca donde escuchan que Zarina es la capitana, Vidia irónicamente dice que Zarina no necesita ser rescatada y todas las hadas haciendo uso de sus respectivos talentos atacan la barca para recuperar el polvillo, cuando lo lograron e iban a escapar, fueron interceptadas por Zarina quien les exigió que le devuelvan el polvillo azul, a lo que las hadas se negaron y Tinkerbell preguntó porque Zarina hacia eso, pero no le respondió, entonces Zarina les arrojó los polvillos de los talentos que ella creó, lanzándolas hacia la cascada que estaba cerca, cayendo inconscientes.  
Las hadas al despertar se dieron cuenta de que sus talentos han sido cambiados, Tinkerbell que es un hada artesana pasó a ser un hada del agua, Silvermist, un hada del agua, pasó a ser un hada de vuelo veloz, Fawn, un hada de los animales, pasó a ser un hada de la luz, Iridessa, un hada de la luz pasó a ser un hada del jardín, Rosseta, un hada del jardín, ahora era un hada de los animales y Vidia, un hada de vuelo veloz, ahora era un hada artesana, cosa que Fawn usaba constantemente para molestarla, al notar esto Silvermist asustada menciona que Zarina intercambió sus caras, pero Tinkerbell la corrige diciendo que intercambió sus talentos. Con dificultades para acostumbrarse a sus nuevos talentos, logran atravesar algunos obstáculos, entre estos que Rosseta aterrice encima de un huevo de cocodrilo a punto de romperse y el cocodrilo al salir no quiera despegarse de ella, superando más dificultades con sus talentos y gracias a la ayuda de Silvermist, logran llegar al barco pirata para recuperar el polvillo azul. En un momento donde esperaban que los piratas terminen de cantar, las hadas se enteran de que Zarina piensa ayudarlos a que el barco vuele para que ellos saqueen puertos en tierra, cruzando a través de la segunda Estrella, al llegar a la Roca de Cráneo, ven que Zarina a cultivado otro árbol del polvillo y que los piratas tenían un campamento , al ver esto Tinkerbell menciona que es así como Zarina planea ayudarlos a volar. 
Las hadas logran infiltrarse en el barco, escondiéndose y buscando la forma de recuperar el polvillo azul, Zarina entra en su camarote junto con James, entonces las hadas intentan entrar pero sólo Tinkerbell Silvermist y Vidia logran entrar, James ayuda a Zarina a preparar el polvillo azul, halagando todo el tiempo al hada por su gran talento, mientras Vidia, Tink y Silvermist estaban escondidas, Sil empezó a sentirse muy mareada haciendo que estén cerca de ser descubiertas en dos ocasiones, para no ser descubiertas volaron hacia el cajón que estaba cerca de Zarina, y usando un imperdible y un carrete de hilo intentaron tomar el frasco pero no pudieron, mientras tanto afuera Fawn estaba dibujando una carita feliz en un barril, con un rayo de luz, e Iridessa la llamó haciendo que Fawn se asuste y desvíe el rayo de luz hacia Iridessa y Rosseta, Iridessa se molesta diciendo que la luz no se toma a la ligera, vuelven a apoyar sus orejas para oír que es lo que pasa adentro pero Iridessa se dio cuenta de que Fawn le quemó el cabello a Rosseta. 
Luego de un rato y de otro intento fallido por recuperar el polvillo, James y Zarina salen con el polvillo y atrás salen Vidia, Tink y Sil, entre todas idean un nuevo plan y se esconden entre las ramas del árbol cerca del polvillo azul, Tink insiste en que quiere hablar con Zarina para hacerla entrar en razón pero Vidia le dice que no muy irónicamente diciendo que eso funcionó en la cascada. 
Por accidente Iridessa toca una rama del árbol para espantar a una molestosa abeja, pero la rama creció y todas fueron descubiertas, Oppenheimer, el cocinero del barco las captura y las lleva a la cocina, no sin antes que Tink trate de convencer a Zarina de volver a la Tierra de las hadas ya que ella no pertenece ahí, pero Zarina se niega a regresar diciendo que pertenece con los piratas, las hadas terminaron encerradas en una especie de jaula de madera, y Rosseta e Iridessa discutían por ver quién tenía la culpa de estar encerradas, entonces Vidia dijo que no se repartan la culpa, que todo esto lo ocasionó Zarina, en eso Silvermist se da cuenta de que el cocodrilo entró y cuando Rosseta lo iba a echar, Tink le dijo que no, que las puede ayudar a escapar, y gracias a él lo lograron, mientras tanto Zarina ya tenía todo preparado, quitó el tapón del frasco dejándolo caer directamente en el árbol y en unos segundos el árbol empezó a producir polvillo dorado con Zarina citando la frase que el hada Gary le dijo una vez: "fluye de un rocío a un torrente". 
Mientras tanto James incitó a Zarina a usar el polvillo en él y ella le enseñó a volar, al aterrizar en el barco nuevamente James con alegría confirmó que el polvillo si funciona y le pregunta a Zarina que mientras tenga el polvillo azul, tendrán polvillo para volar algo que Zarina afirma, entonces James la agarra diciendo que ya no la necesitan y la encierra en una linterna para después revelarse como el verdadero Capitán del barco y revelar que todo era un plan para apoderarse del polvillo, diciendo que las hadas son muy ingenuas, James se lleva a Zarina a su camarote para mostrarle el plan que tiene para saquear los puertos del mundo luego de atravesar la segunda estrella, llamando mala perdedora a Zarina, las hadas logran escapar de la cocina de Openheimer y agarrar el polvillo azul pero James las amenaza con tirar a Zarina al agua para que regresen el polvillo azul, diciendo que la Capitana Zarina fue relevada de su cargo, Tinkerbell con miedo de que le pase algo malo a Zarina regresa el frasco con el polvillo con la esperanza de que James no la tire pero el capitán activa la máquina que baña en polvillo el barco y este empieza a flotar, se sube al barco para después tirar a Zarina al agua, las hadas la salvan, con Tinkerbell manipulando el agua para sacarla, la llevan a un lugar seguro y Sil usa sus alas para secarla, Zarina explica que los piratas se dirijen a la segunda estrella y que si la cruzan será muy tarde, entonces las hadas formulan un plan y se van al barco para recuperar el polvillo, con Zarina al mando y con el cocodrilo como ayuda extra Zarina les pide a sus amigas que giren el barco mientras ella recupera el polvillo azul 
Mientras tanto James menciona que el viaje ha sido muy tranquilo pero de pronto las hadas hacen acto de presencia y James les ordena a sus piratas que las hagan bajar de su barco, empieza una ardua pelea entre las hadas y los piratas, algunos cayeron al agua, Rosseta y su Cocodrilo a quien ya llama Croqui estaban peleando con Openheimer, quien presa del pánico le lanza cosas para ahuyentarlo y el cocodrilo se traga un reloj haciendo que el reloj todo el tiempo haga tic tac dentro de él, en eso James que estaba peleando con Zarina, se percata que las hadas están girando el barco, en un momento de la pelea, el barco queda de cabeza haciendo que toda la tripulación caiga al mar, incluido James que aprovechó la caída del polvillo para bañarse en el y volver al barco ya en posición normal, mientras Zarina intentaba liberar a sus amigas, James aparece citando la frase con la que Zarina le enseñó a volar: Lado izquierdo, vuelas a la izquierda, lado derecho vuelas a la derecha, James logra tomar nuevamente el control del barco pero Zarina vuelve a pelear con James y cuando todo parecía indicar que las hadas perdieron, una pizca de polvillo azul cayó cerca de Zarina y James le dice que se la quede diciendo: "quédatela que es una pizca entre amigos", a lo que Zarina contesta diciendo: "No, insisto, quiero que te lo quedes todo" Zarina le arroja la pizca a James haciendo que el polvillo que lleva encima se multiplique y que James empiece a volar fuera de control liberando a las hadas, Tinkerbell, formó una ola para mojar a James y Zarina agarró el polvillo azul diciéndole a James que sin polvillo no vuela, las hadas recuperaron el polvillo y los piratas se quedaron en el mar con Openheimer diciendo que las hadas son unas embusteras en miniatura, se empezó a oír un tik tak y de pronto Croqui mordió a James persiguiendolo por todas partes mientras James gritaba "no soy un bacalao, soy un pirata". 
Zarina sabiendo que seguía exiliada, les entrega el polvillo diciendo que lo regresen a la tierra de las hadas, cuando estaba a punto de irse Tinkerbell le dice que no fueron solo por el polvillo, entonces Zarina accede a volver a la Tierra de las hadas con sus amigas. 
Las hadas regresaron en el barco pirata, esto hizo que Clank se asuste, mientras estaba pedaleando una bicicleta que tenía un rayador enorme que estaba rayando un pedazo gigante de hielo sobre las hadas del invierno y Zarina junto con Silvermist preparó un polvillo para despertar a todos, una vez que lo esparcieron, todos despertaron y Clank se emocionó de ver a Bubble despierto, las hadas bajaron del barco para entregarle el polvillo azul a la Reina Clarion y avisar que Zarina había regresado. 
El hada Gary vio a Zarina y la abrazó feliz de que ella haya vuelto, cuando Zarina estaba por prometer al hada Gary que no volvería a manipular el polvillo, las chicas interrumpieron contando a la Reina y al hada Gary que Zarina domina totalmente el control del polvillo de hada y que cultivó un árbol extra de polvillo, a lo que el Hada Gary preguntó si el talento de Zarina tiene algún nombre, a lo que Zarina contestó que se llama alquimia del polvillo, y Tinkerbell dijo que aún no la ven en acción, y la Reina dijo que ya todos están aquí. 
La caja de Tinker bell salió a escena, se abrió y salieron las hadas de la primavera, la primera en recuperar su talento fue Tinkerbell, aquí vemos que el polvillo de las hadas artesanas es verde, la siguiente fue Rosseta, que sacó muchas flores de la caja, la tercera fue Fawn, el polvillo del talento de los animales parece ser un tono de marrón, ella sacó unas lindas mariposas, la siguiente fue Silvermist, el polvillo para el talento del agua es celeste, con agua formó esferas y una corona, la siguiente fue Iridessa, que sólo movió un rayo de luz hacia los espejos y el anillo que sacó Tinkerbell de la caja y la última fue Vidia, quién con su talento hizo girar la gran estructura formada dando fin a la cinta. 
Hay una escena poscréditos que muestra a James encontrándose con el Señor Smee que le dice que su Garfio está bonito y James le pide que le ayude.

## Elenco y personajes
- Mae Whitman como  Tinker Bell.
- Christina Hendricks como Zarina.
- Tom Hiddleston como James
- Lucy Liu como Silvermist.
- Raven-Symoné como Iridessa.
- Megan Hilty como Rosetta.
- Pamela Adlon como Vidia.
- Angela Bartys as Fawn.
- Jim Cummings como Oppenheimer / Puerto.
- Carlos Ponce como Bontio.
- Mick Wingert como Starboard.
- Kevin Michael Richardson como Yang.
- Jeff Bennett como Clank / Hada Gary / Smee.
- Rob Paulsen como Bobble.
- Grey DeLisle como Gliss / MC Fairy.
- Kari Wahlgren como Sweet Pea / Sydney.
- Jane Horrocks como Hada Mary.
- Jesse McCartney como Terence.
- Anjelica Huston como Reina Clarion.

Además, la hermana de Tinker Bell, Periwinkle y Lord Milori, el líder de las hadas del invierno, aparecen en la película, aunque ninguno tenía un papel de discurso. La película también incluye la primera aparición del cocodrilo "Tick-Tock", quien más tarde irá hacia Garfio en Peter Pan.

## Producción

### Preproducción
La película fue originalmente titulada Quest for Queen, y fue programada para el verano de 2013, antes otra película de DisneyToon Studios, Aviones (en inglés: Planes), tuvo lugar, lo que retraso la película a la primavera de 2014. Un tráiler de la película fue publicado en los formatos Blue-ray y DVD de la película Tinker Bell: Secret of the Wings el 23 de octubre de 2012. Peggy Holmes, codirectora de Secret of the Wings firmó un contrato para dirigir la película. Se introdujeron nuevos personajes, Zarina, en la voz de Christina Hendricks y James (el joven Capitán Garfio), en la voz de Tom Hiddleston. Carlos Ponce también prestó su voz para uno de los personajes en la película.
Disney anunció en enero de 2014 que el ganador de Project Runway y diseñador de modas Christian Siriano estaría a cargo de crear los vestuarios del conjunto de las hadas, especialmente el de Zarina. Siriano declaró "me encantó el resto de este proyecto. Nunca había diseñado para personajes animados antes, y estoy emocionado de llevar mis habilidades al mundo de Zarina. Ella es un personaje único y nuevo y quería ayudar a hacerla memorable e icónica. Los personajes de Disney son eternos y estoy feliz como un joven diseñador para ayudar a crear un poco de la historia de Disney".

## Recepción

### Comentarios
Los comentarios de The Pirate Fairy han sido generalmente positivos. En el sitio web de comentarios cinematográficos Rotten Tomatoes, tuvo una calificación de 73%, con una puntuación media de 5.5/10, basado en comentarios de once críticos.

## Banda sonora
La banda sonora cuenta con una canción original llamada "Who I Am", interpretada por Natasha Bedingfield. También utiliza la canción de Bedingfield publicada anteriormente, "Weightless", el cual fue inicialmente utilizada en la grabación inicial de la película pero fue tan bien recibida que la directora Peggy Holmes decidió hacerla permanente.